# Székesfehérvár
Székesfehérvár (tudi Fehérvár ('beli grad'), (madžarsko: [ˈseːkɛʃfɛheːrvaːr] (); nemško Stuhlweißenburg; latinsko Alba Regia; hrvaško Stolni Biograd; srbsko Стони Београд; slovaško Stoličný Belehrad), arhaično slovensko Stolni Belgrad) je mesto v osrednji Madžarski, ki upravno spada v okrožje Székesfehérvári Županije Fejér. Od glavnega mesta Budimpešte je oddaljeno okoli 65 km in je deveto največje mesto v državi, hkrati pa je glavno mesto regije Osrednja prekodonavska. Območje je pomembno železniško in cestno križišče Blatnim in Velenškim jezerom. 
Székesfehérvár, kraljeva rezidenca ((székhely),, kot prestolnica Kraljevine Madžarske, je imel osrednjo vlogo v srednjem veku. Kot zahteva doktrina svete krone, so bili tukaj kronani in pokopani prvi madžarski kralji. Pomembne trgovske poti so vodile na Balkan in v Italijo ter v Budim in na Dunaj. Zgodovinsko gledano je mesto prišlo pod osmansko in habsburško oblast in je bilo znano v številnih jezikih po prevodih 'beli grad'.
V mestu ali njegovi bližini so Letališče Székesfehérvár, Stadion Sóstói (20.000 mest), sedež FC Fegérvár in Ledena dvorana Gáborja Ocskaya.
V mestu je bil rojen madžarski premier Viktor Orban.

## Zgodovina

### Antika
Kraj je bil poseljen že od 5. stoletja pr. n. št. V rimskih časih sta se naselji imenovali Gorsium in Herculia. Po preseljevalnem obdobju je bila Fejérska županija del Avarskega kaganata, medtem ko sta slovanska in Velikomoravska prisotnost sporni. (Ni vira za ime kraja pred poznim 10. stoletjem.) V srednjem veku je bilo njegovo latinsko ime Alba Regalis/Alba Regia. Mesto je bilo pomembno prometno križišče med Blatnim in Velenjskim jezerom, od tu je vodilo več trgovskih poti na Balkan in v Italijo ter v Budim in na Dunaj. (Danes je mesto križišče sedmih železniških prog.)

### Zgodnji Madžari
Veliki princ Géza iz rodbine Árpádov je bil nominalno vladar vseh sedmih madžarskih plemen, v resnici pa je vladal le delu združenega ozemlja. Prizadeval si je vključiti Madžarsko v krščansko Zahodno Evropo z obnovo države po zahodnih političnih in družbenih modelih. Géza je leta 972 ustanovil madžarsko mesto na štirih barjanskih otokih med potokom Gaja in njegovim pritokom Sárvíz, ki je eden najpomembnejših madžarskih pritokov Donave. Dal je zgraditi tudi manjši kamniti grad. Székesfehérvár je bil prvič omenjen v dokumentu škofije Veszprém leta 1009 kot Alba Civitas.
Štefan I. Ogrski je naselju podelil mestne pravice, mesto obdal z obzidjem iz desk ter ustanovil šolo in samostan. Pod njegovo vladavino se je začela gradnja romanske bazilike Székesfehérvár (zgrajena je bila med letoma 1003 in 1038). Naselje je takrat imelo okoli 3500 prebivalcev in je bilo več sto let kraljevi sedež. V Székesfehérvárju je bilo kronanih 43 kraljev (zadnji leta 1526) in 15 kraljev je bilo tu pokopanih (zadnji leta 1540).
V 12. stoletju je mesto cvetelo, gradili so cerkve, samostane in hiše. Bil je pomembna postaja na romarski poti v Sveto deželo. Andrej II. Ogrski je tukaj leta 1222 izdal Zlato bulo. Bula je vključevala pravice plemičev in dolžnosti kralja, na njej pa je temeljila madžarska ustava do leta 1848. Pogosto jo primerjajo z angleško Magno Carto.
Med mongolsko invazijo na Madžarsko (1241–1242) se napadalci niso mogli približati gradu: vladal je Kadan. Mongolski bojevniki niso mogli priti skozi okoliška močvirja zaradi poplav, ki jih je povzročilo taljenje snega. 
V 13.–15. stoletju je mesto cvetelo in zgradili so več palač. V 14. stoletju je bil Székesfehérvár obdan z mestnim obzidjem.
Po smrti kralja Matija Korvina (1490) je 20.000 glava Maximilianova nemška vojska vdrla na Ogrsko. Napredovali so v osrčje Madžarske in zavzeli mesto Székesfehérvár, ki ga je oplenil, tudi grobnico kralja Matije Korvina, ki je bila tam. Njegovi Landskneht niso bili zadovoljni s plenom in niso hoteli zavzeti Bude. Konec decembra se je cesar vrnil in naslednje leto so madžarske čete osvobodile Székesfehérvár.

### Osmansko obdobje
Osmani so osvojili mesto po dolgem obleganju leta 1543 in šele potem, ko se je napad končal tako, da so večino branilcev, vključno s poveljnikom Györgyjem Varkochom, zaklenili bogati meščani v strahu, da bi si z dolgotrajnim obleganjem lahko nakopali jezo Osmanov.
Razen kratkega obdobja leta 1601, ko je Székesfehérvár ponovno osvojila vojska, ki jo je vodil Lovrenc Brindiški, je mesto ostalo pod osmansko upravo 145 let, do leta 1688, pri čemer so bili Osmani preobremenjeni z Morejsko vojno. Mesto so poimenovali Belgrade ('belo mesto', iz srbskega Beograd) in gradili mošeje. V 16.–17. stoletju je bilo videti kot muslimansko mesto. Večina prvotnega prebivalstva je pobegnila. Med osmansko vladavino je bilo središče sandžaka v provinci Budin kot İstolni Belgrad.

### Habsburška monarhija
Mesto je ponovno začelo cveteti šele v 18. stoletju. Prebivalstvo je bilo mešano: Madžari, Nemci, Srbi in Moravci.
Do leta 1702 so stolnico Nagyboldogasszony (svete Marije) razstrelili, s čimer so uničili največjo stolnico na Madžarskem v tistem času in tempelj kronanj. Po doktrini svete krone so bili vsi madžarski kralji dolžni biti kronani v tej stolnici in sodelovati pri obredu kronanja v njeni okolici. Po tem času so kronanja potekala v Pozsonju (zdaj Bratislava).
Leta 1703 je Székesfehérvár ponovno pridobil status svobodnega kraljevega mesta. Sredi stoletja je bilo zgrajenih več novih stavb (frančiškanska cerkev in samostan, jezuitske cerkve, javne zgradbe, baročne palače). Marija Terezija je mesto leta 1777 postavila za škofovski sedež.
Do začetka 19. stoletja je bilo nemško prebivalstvo asimilirano. 15. marca 1848 so se državljani pridružili revoluciji. Po revoluciji in vojni za neodvisnost je Székesfehérvár izgubil svoj pomen in postal pretežno kmetijsko mesto. Leta 1909 je The Times Engineering Contract List zabeležil pogodbo o gradnji mostu v vrednosti 12.000 GBP, ki naj bi jo nadziral glavni sodnik.

### Medvojno obdobje
Nov razcvet je nastopil med obema vojnama, ko so odprli več novih tovarn. Leta 1922 je bila ustanovljena radijska postaja. Uporabljala je dva izolirana droga, vsak visok 152 metrov. Zadnji steber postaje je bil porušen leta 2009.

### Druga svetovna vojna
Leta 1944, po okupaciji Madžarske s strani nacistične Nemčije, je bilo judovsko prebivalstvo mesta zaprto v geto in na koncu deportirano v taborišče smrti Auschwitz, skupaj z nadaljnjimi 3000 Judi s tega območja. Predvojno judovsko prebivalstvo so sestavljale neološke (reformske) in ortodoksne skupnosti s svojimi sinagogami, nekateri njeni člani pa so bili aktivni cionisti.
Decembra 1944 se je Fehérvár znašel pod ruskim topniškim ognjem in ko je Rdeča armada napredovala proti mestu, so izbruhnili hudi boji. Nemci so se odločili, da svoje sile osredotočijo na zaščito 15 milj dolge vrzeli med Fehérvárjem in Blatnim jezerom. Medtem ko je bila večina vrzeli sestavljena iz močvirja in težavnih podlag, je bil Fehérvár vozlišče osmih cest in šestih železnic. Kljub močni nemški obrambi je sovjetska kolona 23. decembra obrambo prebila in zasedla mesto; Nemce so 22. januarja 1945 uspeli izriniti. Marca 1945 je bilo to območje bojišče zadnje večje nemške ofenzive druge svetovne vojne; toda po njegovem neuspehu je maršal Tolbuhin znova prebil nemške črte in 22. marca ponovno zavzel mesto. V bližnjem Szabadbattyánu je bilo ustanovljeno sovjetsko letališče.

### Po drugi svetovni vojni
Avgusta 1951 je bilo v Fehérvárju v trčenju dveh vlakov ubitih več kot 150 ljudi.
Po drugi svetovni vojni je bilo mesto podvrženo industrializaciji, tako kot številna druga mesta v državi. Najpomembnejše tovarne so bile tovarna avtobusov Ikarus, tovarna radia in televizije Videoton ter tovarna za predelavo aluminija Könnyűfémmű (pogovorno Köfém), ki jo je odkupila Alcoa. Do 1970-ih je Székesfehérvár narasel na več kot 100.000 prebivalcev (leta 1945 jih je imel le okoli 35.000). Zgrajenih je bilo več stanovanjskih naselij, vendar je mestno jedro ohranilo baročno vzdušje. Najpomembnejše baročne stavbe so stolnica, škofovska palača in mestna hiša.
V zadnjih desetletjih so arheologi izkopavali srednjeveške ruševine (romanske bazilike in mavzoleja sv. Štefana Madžarskega); zdaj jih je mogoče obiskati.
Ob koncu socialističnega režima so bile vse pomembne tovarne na robu propada (nekatere so sčasoma propadle) in na tisoče ljudi je izgubilo delo. Vendar pa je mesto profitiralo z izgubo starih in neučinkovitih podjetij, saj je obilica kvalificirane delovne sile skupaj z odličnimi prometnimi povezavami in obstoječo infrastrukturo pritegnila številna tuja podjetja, ki so želela investirati na Madžarskem. Székesfehérvár je postal ena od glavnih destinacij za večnacionalna podjetja, ki ustanavljajo trgovino na Madžarskem (Ford in IBM sta nekatera izmed njih), s čimer je mesto spremenilo v zgodbo o uspehu prehoda Madžarske v tržno gospodarstvo. Nekaj let kasneje so se v mestu naselili še Denso, Alcoa, Philips in Sanmina-SCI Corporation.

## Znamenitosti
Med arheološkimi raziskavami zadnjih desetletij so bile odkrite srednjeveške ostaline, ki jih nenehno restavrirajo in razstavljajo. V »razvalinskem vrtu« so med drugim ostanki romanske bazilike in mavzoleja kralja Štefana I. iz 11. stoletja ter ostanki poznogotske kapele sv. Ane iz okoli leta 1470. Ogleda vredna je stolnica v Székesfehérvárju, ki je nadomestil baziliko Székesfehérvár, ki je bila uničena leta 1601.
Tu so še:
- Škofijska palača (konec 18. stoletja), redke knjige hranijo v njeni knjižnici
- Ruševine srednjeveške cerkve, ki jo je ustanovil sveti Štefan
  - Kraljeve grobnice iz obdobja Árpádov (na primer Béla III.) v ruševinah
- Muzej stolpnih ur (v severnem stolpu stolnice)
- Kapela sv. Ane (gotika), ki je edina nedotaknjena srednjeveška stavba v mestu
- Frančiškanska cerkev in samostan (cerkev sv. Imreja, »prijateljska cerkev«: stoji na mestu nekdanje kraljeve palače)
- Škofijski muzej, vključno s spominsko sobo Prohászke Ottokár (v nekdanjem frančiškanskem samostanu)
- Spomenik 10. huzarjev] (kip Pála Pátzaya)
- Spomenik druge svetovne vojne (umetniško delo Mária Lugossy)
- Cistercijanska cerkev in samostan (njegova zakristija z rokokojsko rezbarsko opremo je edinstvena)
- Kraljev muzej Szent István, kjer si je mogoče ogledati drugo najbogatejšo arheološko zbirko na Madžarskem
- Srbska četrt (12 slamnatih kmečkih hiš in cerkev v bizantinskem slogu, prejela nagrado Europa Nostra leta 1990)